# Batracomorphus brevis
Batracomorphus brevis är en insektsart som beskrevs av Kusnezov 1929. Batracomorphus brevis ingår i släktet Batracomorphus och familjen dvärgstritar. Inga underarter finns listade i Catalogue of Life.